# Jonathan Glanfield
Jonathan "Joe" Glanfield (ur. 6 sierpnia 1979 w London Borough of Sutton) – brytyjski żeglarz sportowy, dwukrotny wicemistrz olimpijski, brązowy medalista mistrzostw świata.
Srebrny medalista igrzysk olimpijskich w 2008 i cztery lata wcześniej, w 2004 roku oraz zdobywca czwartego miejsca w 2000 roku w klasie 470 (podczas wszystkich startów partnerował mu Nick Rogers).
Brązowy medalista mistrzostw świata w 2004 roku.